# Сидоренко, Григорий Семёнович
Григо́рий Семёнович Сидоре́нко (10 декабря 1912, станица Рязанская, Екатеринодарский отдел, Кубанская область — 23 декабря 1966, Новокубанск, Краснодарский край) — сержант Рабоче-крестьянской Красной Армии, участник Великой Отечественной и советско-японской войн, Герой Советского Союза (1944).

## Биография
Григорий Сидоренко родился в 1912 году в станице Рязанская (ныне — Белореченский район Краснодарского края). После окончания четырёх классов школы проживал и работал в станице Новокубанская. В июле 1941 года Сидоренко был призван на службу в Рабоче-крестьянскую Красную Армию. С августа 1942 года — на фронтах Великой Отечественной войны. В боях два раза был ранен.
К сентябрю 1943 года гвардии сержант Григорий Сидоренко командовал отделением пулемётной роты 1-го стрелкового батальона 310-го гвардейского стрелкового полка 110-й гвардейской стрелковой дивизии 37-й армии Степного фронта. Отличился во время битвы за Днепр. 29 сентября 1943 года отделение Сидоренко переправилось через Днепр в районе села Куцеволовка Онуфриевского района Кировоградской области Украинской ССР и приняло активное участие в боях за захват и удержание плацдарма на его западном берегу, нанеся противнику большие потери. В критический момент боя 7 октября 1943 года Сидоренко заменил собой выбывшего из строя командира взвода и возглавил отражение одиннадцати немецких контратак, сам был ранен, но продолжал сражаться.
Указом Президиума Верховного Совета СССР «О присвоении звания Героя Советского Союза генералам, офицерскому, сержантскому и рядовому составу Красной Армии» от 22 февраля 1944 года за «образцовое выполнение боевых заданий командования при форсировании реки Днепр, развитие боевых успехов на правом берегу реки и проявленные при этом отвагу и геройство» был удостоен высокого звания Героя Советского Союза с вручением ордена Ленина и медали «Золотая Звезда» за номером 9120.
Участвовал в боях советско-японской войны. В 1945 году Сидоренко был демобилизован. Проживал и работал в Новокубанске. Скончался 23 декабря 1966 года.
Был также награждён двумя орденами Красной Звезды и рядом медалей.

## Память

Герой Советского Союза Сидоренко Г. С. Мемориальная доска.

- Имя Сидоренко Г. С. высечено золотыми буквами в зале Славы Центрального музея Великой Отечественной войны в Парке Победы города Москвы
- На могиле установлен надгробный памятник
- Мемориальная доска установлена на мемориале станицы Рязанская.